# 6-Meter-Klasse
Die internationale 6-Meter-Klasse (6mR) ist eine Bootsklasse von klassischen Rennsport-Yachten. Sechser sind eine Konstruktionsklasse, so dass die Boote nicht identisch sind, sondern von ihrem jeweiligen Yacht-Konstrukteur so ausgelegt werden, dass sie einer bestimmten Vermessungsformel entsprechen, in diesem Fall der internationalen Meterformel. Das Sechs Meter im Klassennamen bezieht sich also nicht auf die Länge des Bootes, sondern auf das Ergebnis der Meterformel, den Rennwert R (englisch Rating), in dieser Klasse daher R = 6 (6mR).
6mR-Yachten sind alle ähnlich aufgebaut und haben eine Länge von durchschnittlich 10 bis 11 Metern. Ihre idealen Segelbedingungen sind ruhige Gewässer mit Windstärken bis zu Stärke 5. Sie werden mit einer Besatzung von fünf Personen gesegelt, obwohl sie mit kleinerer Crew handhabbar wären. Die meisten haben ein  Bermuda-Rigg mit einem Großsegel und überlappenden  Genua. Auf Raumschotkursen segeln sie mit einem großen Spinnaker.
Zu ihrer Blütezeit waren Sechser die wichtigste internationale Yachtrennklasse, aber sie werden heute immer noch auf der ganzen Welt gesegelt.

## Geschichte

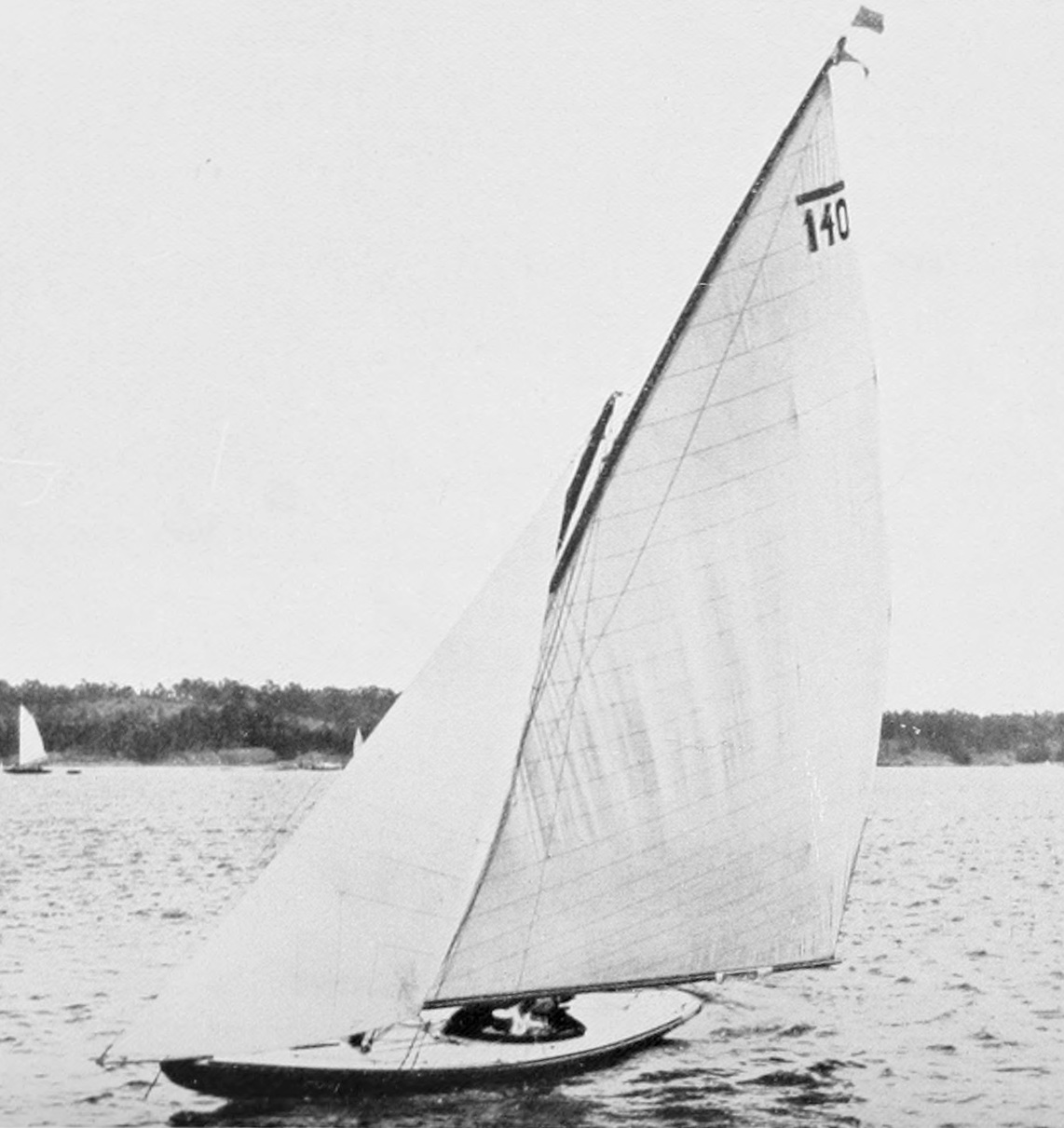
6mR Nurdug II DNK Silbermedaille Olympische Spiele 1912 in Stockholm

Segelriss einer 6mR-Yacht nach der First Rule von 1907

Segelriss einer 6mR-Yacht nach der Second Rule von 1919

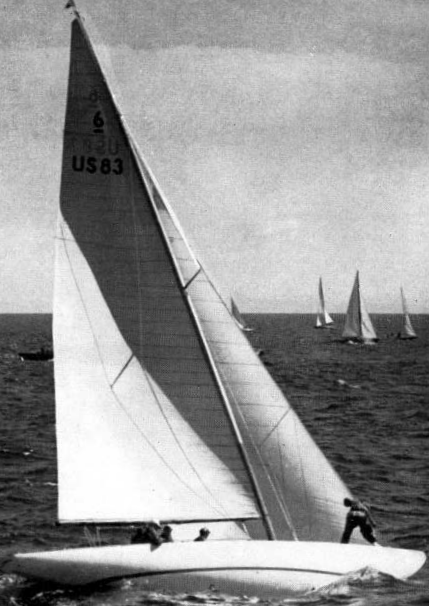
6mR Yacht Llanoria, US 83, Goldmedaille 1948 und 1952

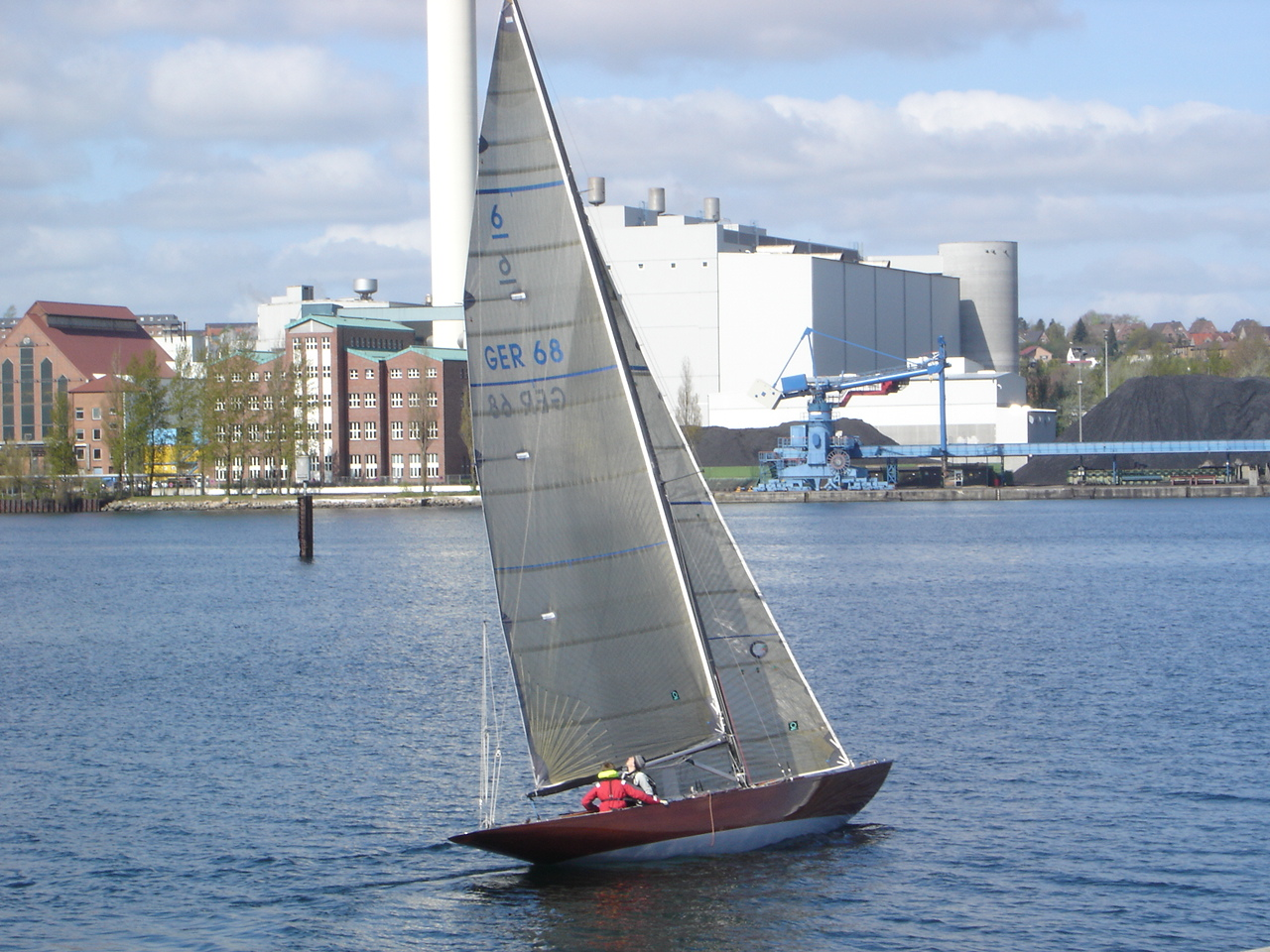
6mR Yacht Lillevi, Baujahr: 1938 (2010)

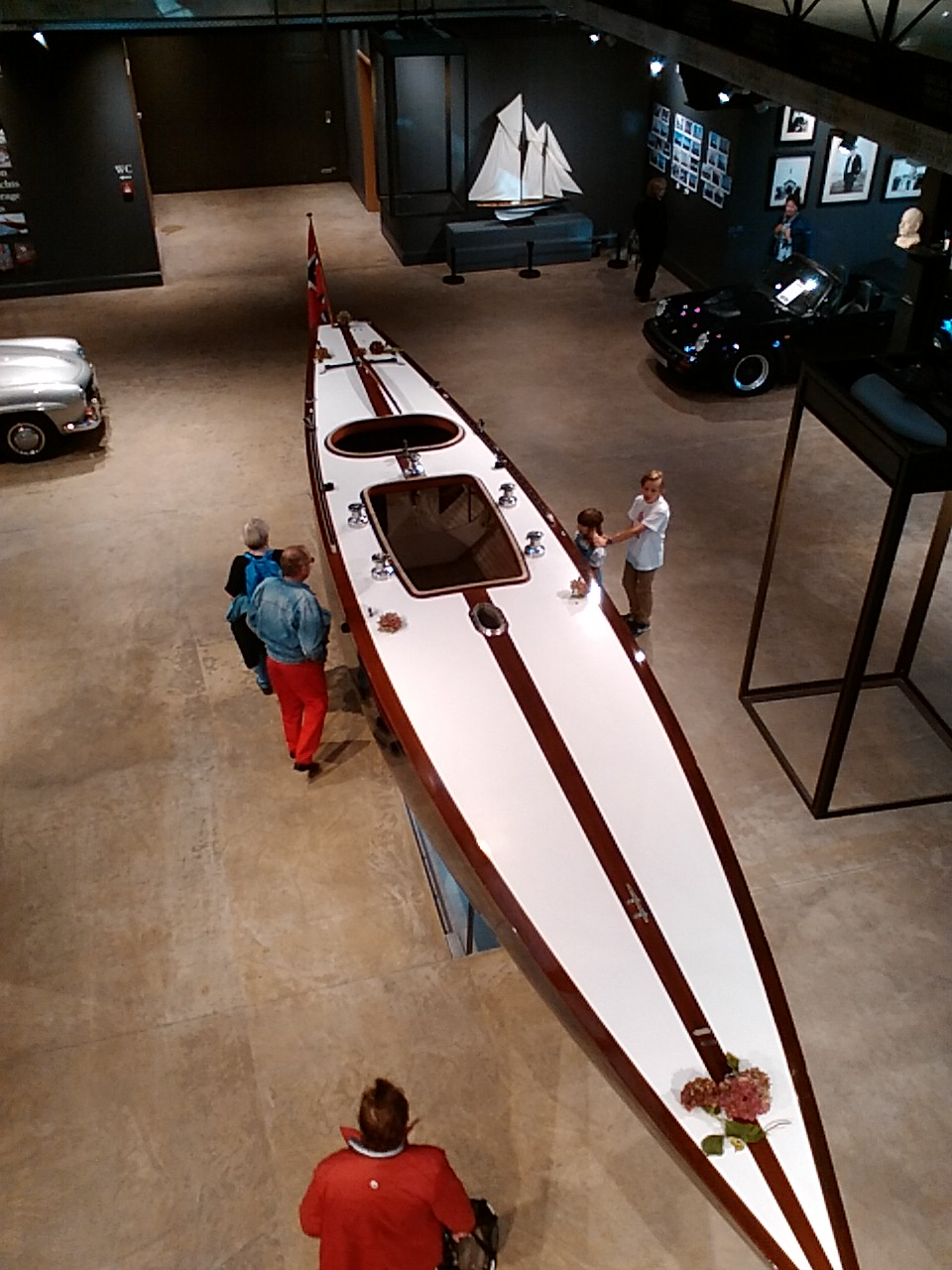
6mR-Yacht Norna, Goldmedaille 1928 (2016)

Am 12. Juni 1906 vereinbarten die europäischen Segelnationen in London die International Rule. Während einer zweiten Konferenz im selben Jahr in Berlin wurde die Formel um präzise Bauvorschriften ergänzt. Im Rahmen einer dritten Konferenz im Oktober 1907 in Paris wurden die Segelanweisungen vereinbart und die International Yacht Racing Union (IYRU) gegründet.

### First Rule 1907
Die First Rule galt ab dem 1. Januar 1908 zunächst für 10 Jahre und beschrieb die erste Formel der Meter-Klasse. In diese Formel gehen die Werte Schiffslänge, Schiffsbreite, Wasserlänge, Tiefgang, Freibord und Segelfläche ein. Nach Einsetzen der entsprechenden Werte erhält man als Ergebnis eine feste Zahl z. B. 6. Diese Yacht hat dann den Rennwert 6mR.
Die Internationale Meterformel wurde 1907 eingeführt (First Rule), um zahlreiche Handicap-Systeme zu ersetzen, die oft lokal oder bestenfalls national und oft auch ziemlich einfach waren und extreme Boote hervorbrachten, die schnell, aber leicht gebaut und unpraktisch waren.
Die 6-Meter-Klasse hatte nicht den kleinsten nach der Meterformel festgelegten Rennwert. Sie war aber die beliebteste und sie wurde als olympische Klasse im Segeln erstmals bei den Olympischen Sommerspielen 1908 in London ausgewählt.

### Second Rule 1919
Die zweite Epoche der 6mR-Yachten begann nach dem Ersten Weltkrieg. Im Oktober 1919 fanden erneut Treffen in London statt. Um seetüchtigere Yachten zu fördern, wurde die Regel an die Vorschläge des norwegischen Yacht-Konstrukteurs Johan Anker angepasst. Man baute jetzt schmalere Boote und führte die Genua im Jahr 1926 ein, da die Segelfläche eher anhand der Größe des Vorderdreiecks als anhand der tatsächlichen Größe der Vorsegel gemessen wurde. Diese Änderungen der Regel führten zu großen Änderungen in der 6-Meter-Klasse. Die Boote wurden länger und schwerer, jetzt mit Marconi- (oder Bermuda-) Riggs mit einer Segelfläche von ca. 40 m². Die Länge der Wasserlinie stieg auf 7 m. Die Verdrängung stieg von 3 auf 4 Tonnen.
Neue Nationen wie die USA, Argentinien, Uruguay und Indien wurden Mitglieder der 6-Meter-Klasse, aber Skandinavien blieb das Zentrum des Rennsports. Der Scandinavian Gold Cup wurde gestiftet und war der Vorläufer einer Weltmeisterschaft.
Erst mit der Überarbeitung der Meterformel im Jahr 1920 wurden die Sechser zu einer beliebten internationalen Rennklasse. Die 1920er und 1930er Jahre waren das „goldene Zeitalter“ der International Rule Yachten und Sechser waren innerhalb der Meter-Klassen immer noch die beliebteste Bootsklasse. Sie zogen Top-Segler und Konstrukteure an, die prestigeträchtige Trophäen wie den Scandinavian Gold Cup, den One-Top-Cup und olympische Medaillen gewinnen wollten.

### Third Rule 1933
Nach wie vor testeten die Konstrukteure die Meterformel bis an ihre Grenzen und die Boote wurden durch mangelnden Auftrieb des Buges wieder weniger seetüchtig. Wieder reagierte die IYRU und 1933 wurde die Formel vereinfacht und in die heute noch geltende Regel geändert. Die Konstrukteure konnten den Kiel bei niedrigerem Ballast tiefer machen. Das machte die Yachten stabiler und seetüchtiger. Zusammen mit der Änderung der Umfangshöhe am Bug wurden die Boote vorwärts schwimmfähiger. Die Sechser wurden für die Olympischen Spiele 1936 in Berlin (Segelrevier vor Kiel), für die Olympischen Spiele 1948 in London (Gewässer vor Tor Bay) und zum letzten Mal 1952 in Helsinki in den Gewässern vor Harmaja ausgewählt.
Alexander Robertson & Sons produzierte zwischen 1921 und 1953 insgesamt fünf 6-Meter-Yachten. 1937 entwarf ihr junger Marinearchitekt David Boyd die elegante 6-Meter-Rennyacht Circe, die von vielen als die erfolgreichste Rennyacht bezeichnet wurde, die die Werft gebaut hatte. Herbert Thom, einer der besten Steuermänner auf dem River Clyde, segelte 1938 die Yacht mit großem Erfolg in Amerika und gewann den Seawanhaka Cup, der im folgenden Jahr in heimischen Gewässern erfolgreich verteidigt wurde. In späteren Jahren vertrat Circe Russland bei den Olympischen Sommerspielen 1952.
6mR-Yachten wurden zunehmend als zu teuer kritisiert und gegen Ende der 1930er Jahre hatten sie ein Preisniveau erreicht, das die Klasse zu exklusiv machte. Nach der Second International Rule (1920–1933) waren die Yachten von einer Gesamtlänge von weniger als 30  Fuß (9,15 m) auf fast 40 Fuß (12,20 m) gewachsen. Bis 1929 wurde die 5-Meter-Klasse als billigere und kleinere Alternative für Sechser immer beliebter, aber der letzte Schlag war die Schaffung der Internationalen 5,5-Meter-Klasse im Jahr 1949. Die 5,5mR-Klasse ersetzte bald die 6mR-Klasse als die führende internationale Rennklasse, und nach den Olympischen Sommerspielen 1952 in Helsinki wurden die „Sechser“ von den olympischen Regatten gestrichen. Der Scandinavian Gold Cup wurde ab 1953 ebenfalls in die 5,5-m-Klasse überführt.

### Modern Rule 1975
Der nächste große Schritt für die Klasse war in den Jahren 1975 und später, als eine Reihe neuer Boote gebaut wurden. Die Boote dieser Zeit sahen ganz anders aus. Das Ruder war abgetrennt und hing nicht mehr an der Rückseite des Kiels, was effektiver wurde. Die Form des Hecks und der Bugstil änderten sich, aber die größte Verbesserung war der  Kiel. Der legendäre Sieg von Australia II beim America’s Cup 1983 zeigte das Potenzial der neuen „Wing Keels“. Die 6-Meter-Klasse wurde zu dieser Zeit zu einer der innovativsten Entwicklungsklassen.
Die International Six Metre Association (ISMA) ist die internationale Vereinigung für alle Eigner und Segler der internationalen 6mR-Yachten. ISMA richtet die Weltmeisterschaft und Europameisterschaft, welche sich jährlich abwechseln aus. Gestartet wird in zwei Klassen „Classic Division“ – alle Sechser gebaut bis 1965 – und „Open Division“ – alle Sechser gebaut nach 1965. Teilnehmen kann jede Yacht, welche als 6-Meter-Yacht vermessen ist d. h. es ist keine Qualifikation der Mannschaft erforderlich. Die 6mR-Yachten sind eine Konstruktionsklasse seit 1907. Somit ist jede gebaute Yacht ein Unikat. Sie darf nicht nachgebaut werden, außer sie ist zweifelsfrei zerstört worden z. B. durch Feuer, Krieg oder Untergang. Jede Yacht muss ihre Historie nachweisen können und darf seit Konstruktion nur innerhalb der Regeln verändert worden sein. Die Vermessung wird regelmäßig wiederholt.
In den 1980er Jahren erlebten viele alte Segelbootklassen eine Wiederbelebung des Interesses und Sechser standen an der Spitze dieser Entwicklung. Die Klasse hat eine Renaissance erlebt, die bis heute andauert.  Viele alte Yachten wurden restauriert oder in den Rennzustand zurückversetzt.
Insgesamt wurden über 1200 Sechser gebaut, von denen heute noch rund 450 Yachten existieren.

## Regatta-Aktivitäten heute
Die Regatta-Aktivitäten der Sechser mit aktiven Flotten in Europa, Nordamerika und Skandinavien blühen erneut auf. Leistungsunterschiede zwischen klassischen und modernen Sechsern sind normalerweise gering und sie können in gemeinsamen Feldern gegeneinander Wettfahrten segeln.
Alle Yachten der verschiedenen „Rules“ segeln ohne eine zeitliche Vergütung gegeneinander. Die Yachten der „Open Division“ starten bei den Wettfahrten vor den Yachten der „Classic Division“. Gesegelt wird ein  Up-and-Down Kurs. Erstaunlich ist, dass alle Yachten nahezu gleich schnell sind – auch die Yachten der „Open Division“ sind nicht schneller – ausgenommen bei leichten Winden. Innerhalb der „Classic Division“ kann auch eine Yacht der First Rule gewinnen.
Die Anzahl der teilnehmenden 6mR-Yachten beträgt ca. 35–45. Die Yachten werden zu den Meisterschaften um die ganze Welt transportiert. Die Meisterschaften finden sowohl in Europa wie auch in den USA statt. In den USA gibt es eine höhere Anzahl teilnehmender Yachten.
Darüber hinaus werden in Deutschland zurzeit nur wenige Regatten ausschließlich für 6mR-Yachten veranstaltet u. a. Robbe & Berking Sterling Cup auf der Flensburger Förde und die Internationale Bodenseewoche.
Es gibt zahlreiche Klassikerregatten z. B. „Havel-Klassik“ und „Kaiserpokal“ in Berlin und die „German Classics“ in Kiel. Bei diesen Regatten wird üblicherweise nach Yardstick vergütet. Eine 6mR-Yacht „Classic“ – alle Yachten bis 1965 – hat einen Yardstickfaktor von 101, „Modern“ Yardstickfaktor von 94 gemäß DSV. Eine Teilnahme an allen Yardstickregatten ist somit für 6mR-Yachten möglich.

### Olympische Spiele
- Medaillengewinner in der 6-Meter-Klasse

### World Cup
- Ergebnisse 6-Meter-World Cup (Weltmeisterschaft ab 1973)

### 6mR Yacht-Konstrukteure
- Johan Anker
- William Fife III.
- Tore Holm
- Olin Stephens